# LOL
LOL (также lol или лол; от англ. laughing out loud — громко, вслух смеясь; или laugh out loud — громко, вслух смеяться; или lots of laughs — много смеха) — англоязычный акроним, интернет-мем. Термин используется в сетевом общении главным образом для выражения смеха в письменной форме.
Слово LOL появилось в англоязычном интернете ещё в 1980-х годах, а в Рунет слово LOL пришло в конце 1990-х — начале 2000-х годов. Акроним получил распространение главным образом со второй половины 2000-х годов. Кириллический вариант получил распространение в 2002 году. В 2003 году группой студентов было проведено исследование, согласно которому использование интернет-сленга в сетевом общении, в особенности в мгновенном обмене сообщениями, оказалось ниже ожидаемого. В рамках исследования было анализировано 2185 сообщений, содержащих в общей сложности 11 718 слов. Акронимы были использованы лишь 90 раз, из которых 76 были LOL (0,6 % от общего числа слов). Согласно другому исследованию, проведённому в 2008 году, процент использования интернет-сленга, в том числе акронима LOL, составлял уже 2,4 %. В марте 2011 года LOL наряду с OMG и символом <3 был занесён в Оксфордский словарь.

## Варианты
Из-за сленгового характера акронима LOL встречаются разнообразные варианты написания, производные от него; правда, их смысл претерпел изменения:
- lulz (рус. лулз)[12]: согласно определению, данному газетой «Нью-Йорк таймс», «lulz означает радость от нарушения чьего-либо душевного равновесия»[13]. Лулзы — основа интернет-троллинга, они означают развлечение за счет страданий других людей. Тролли ищут и находят лулзы везде, в самих сообществах троллей лулзы могут выступать в качестве как награды, так и наказания[14];
- LUL — популярный смайлик на платформе Twitch.tv, срисованный с фотографии смеющегося Джона Петера «TotalBiscuit» Бейна[15];
- lqtm[16] (от англ. laughing quietly to myself) — «тихо смеюсь сам с собой».

Похожие по смыслу акронимы, часто употребляемые наравне с LOL — ROFL (рофл, от англ. rolling on the floor laughing — «катаюсь по полу от смеха») и LMAO (от англ. laughing my ass off — «смеюсь до колик»).